# Парламентарни избори в Република Македония (2016)
Предсрочните Парламентарни избори в Република Македония са проведени на 11 декември 2016 г.

## Политическа криза
На 31 януари 2015 г. премиерът Никола Груевски на пресконференция обявява, че е получил заплахи от лидера на опозицията Зоран Заев за публикуване на незаконно добит материал от чужда разузнавателна служба. Започвайки от 9 февруари 2015 г., лидерът на опозицията Зоран Заев чрез проекта „Истината за Македония“ започва публикуването на подслушвани разговори (т. нар. „бомби“), за които твърди, че властта незаконно подслушва гражданите. На 5 май започват граждански протести след публикуването на „бомбата“ за убийството на Мартин Нешковски. На 12 май оставки подават: Гордана Янкуловска от поста министър на вътрешните работи, Миле Янакиевски от поста министър на транспорта и съобщенията, Сашо Миялков от поста директор на Управлението за сигурност и контраразузнаване.

## Договор от Пържино
На 2 юни 2015 г. в Пържино е постигнато споразумение между лидерите на 4-те основни партии за разрешаване на политическата криза. Договорът предвижда връщане на СДСМ в парламента, нови министри на вътрешните работи и на труда и социалната политика, предложени от СДСМ, провеждане на предсрочни парламентарни избори. На 30 декември 2015 г. Зоран Заев предава материалите от незаконното следене на комуникациите на специалната прокуратура.
На 12 април 2016 г. президентът Георге Иванов издава указ за прекратяване на всички наказателни производства, които се водят срещу политици и длъжностни лица в Република Македония – и от властта, и от опозицията, с който помилва общо 56 души. След проведените протести в следващите дни на 27 май президентът оттегля решението за помилване на 22 политици, а на 6 юни – и всички останали решения за помилване. На 14 юни оставката си подава вицепремиерът и министър на финансите Зоран Ставрески.

## Насрочване на избори
На 18 октомври 2016 г. председателят на парламента Трайко Веляноски взима решение за свикване на предсрочни парламентарни избори. Предизборната кампания започва на 21 ноември.

## Резултати
| Партия | Гласове | %      | Места | +/–          |
| --- | ------- | ------ | ----- | ------------ |
| ВМРО-ДПМНЕ и коалиция (Социалистическа партия на Македония, Гражданска опция за Македония (ГРОМ), Партия на обединените демократи на Македония (ПОДЕМ), Съюз на Титовите леви сили, Демократическа партия на сърбите в Македония, Партия на власите от Македония, Демократическа партия на турците в Македония, Движение за национално единство на турците, Демократическа бошняшка партия, Партия на демократическата акция на Македония, Съюз на ромите от Македония, Партия за интеграция на ромите, Демократични сили на ромите, Обединена партия за равенство на ромите, Демократическа партия на ромите, Обединени роми от Македония, ВМРО–Демократическа партия, Трайно македонско радикално обединение (ТМРО), Македонска акция (МААК), Македонски алианс, Нова либерална партия, Социалдемократическа уния, Партия на справедливостта и Работническо-земеделска партия на Република Македония) | 454 577 | 39,39% | 51    | 10           |
| СДСМ и коалиция (Либерално-демократическа партия (ЛДП), Нова социалдемократическа партия (НСДП), Демократично обновление на Македония (ДОМ), Сръбска партия в Македония, Сръбска прогресивна партия в Македония, Демократически съюз на власите в Македония, Партия за движение на турците в Македония, Партия за цялостна еманципация на ромите, Партия за европейско бъдеще, Алианс за позитивна Македония, Нова алтернатива, Партия за икономически промени – 21, Партия на обединени пенсионери и граждани на Македония) | 436 981 | 37,87% | 49    | 15           |
| Демократичен съюз за интеграция | 86 796  | 7,52%  | 10    | 9            |
| Движение Беса | 57 868  | 5,01%  | 5     | 5            |
| Коалиция Алианс за албанците (Движение за реформи на ДПА, Национално демократично възраждане, Унитети) | 35 121  | 3,04%  | 3     | 3            |
| Демократическа партия на албанците | 30 964  | 2,68%  | 2     | 5            |
| Коалиция ВМРО за Македония (ВМРО–Народна партия, Обединени за Македония, Достойнство) | 24 524  | 2,13%  | 0     | Безизменение |
| Левица | 12 120  | 1,05%  | 0     | Безизменение |
| Коалиция за промени и справедливост – Трети блок (Демократически съюз, Фронт за демократична Македония (ФРОДЕМ), ДЕМОС и МОРО-Работническа партия) | 10 028  | 0,87%  | 0     | Безизменение |
| Либерална партия на Македония | 3840    | 0,33%  | 0     | Безизменение |
| Партия за демократичен просперитет | 1143    | 0,10%  | 0     | Безизменение |